# Битва при Рудау
Битва при Рудау (нем. Schlacht bei Rudau) — сражение, произошедшее 17 либо 18 февраля 1370 года между войсками Тевтонского ордена и Великого княжества Литовского. Битва произошла возле замка Рудава (нем. Rudau) севернее Кёнигсберга, на Самбийском полуострове (на территории современной Калининградской области).

## Накануне
В 1360-е гг. Орден проводил активные наступательные действия в отношении Великого княжества Литовского. В ноябре 1369 г. тевтонцы захватили и разрушили 3 замка в Каунасе.
Зимой 1370 года Ольгерд и Ягайло перешли Куршский залив по льду и возле замка Рудава соединились с пришедшими по суше Кейстутом и Витовтом. В дальнейшем они планировали атаковать Кёнигсберг. Однако посланный в разведку отряд под командованием гл. маршала Хеннинга Шиндекопфа 2 февраля 1370 года встретил и разбил авангард войска ВКЛ. Военнопленные рассказали про планы главных сил литовцев, которые к тому времени успели овладеть замком в Рудаве. Против литовцев выступила большая армия во главе с великим магистром Винрихом фон Книпроде.

## Ход битвы
Армией Тевтонского ордена командовали великий магистр Винрих фон Книпроде и маршал Хеннинг Шиндекопф, армией Великого княжества Литовского — Ольгерд и Кейстут. Тевтонцы разделили войско ВКЛ на две части. Отряды Кейстута вынуждены были отступать с поля боя. Князь Ольгерд приказал своим воинам отступить в лес, где ему нанесли окончательное поражение.

## Описание битвы в источниках
«Ливонская хроника» Германа Вартбергского: «Когда в ту же зиму распространился слух о союзе литовцев и русских с другими союзными народами, великий магистр послал главного маршала на разведку. Последний встретил их, в Сретение (2 февраля), врасплох и разбил их на голову, причем в плен было взято 220 человек. Но пленные сообщили ему верное известие о сборе большого литовского войска. Только одну ночь оставался он там и возвратился тотчас же к великому магистру, который вследствие этого собрал тотчас же в Кенигсберге земское ополчение из братьев и туземцев тех земель, однако не все, так как ему было неизвестно, когда и где литовцы вторгнутся в страну. Они же пришли со всей силой со многими тысячами в воскресенье Exurge domine, которое пришлось на 17 февраля, ранним утром в землю самаитов к замку Рудову. В полдень против них вышли великий магистр и главный маршал, и произошла битва, в которой пало около 5 500 храбрых мужей, большею частью русских, не считая тех, кои, рассеявшись по пустыне, погибли от холода. Так Везевильте, благородный боярин, погиб от мороза. Из наших же пали главный маршал, командор и замковый командор Бранденбургский, командор Реденский с двадцатью другими орденскими братьями и несколькими другими знатными людьми из Пруссии; из иностранцев пали три храбрых мужа, а именно Арнольд Лареттский с двумя другими рыцарями; общая потеря наших не превышала 300 человек.»
Анналы земли Прусской: «В 1370 году, в день мученика Симона (17 февраля), в воскресенье, когда поют „Восстань“, в Рудау, близ Кёнигсберга, произошла битва, в которой братьями Тевтонского дома ордена святой Марии было перебито огромное множество литвинов».
Торнский анналист: «В 1370 году, 17 февраля, в воскресенье, когда поют „Восстань“, в Самбийской земле, перед замком Рудау, произошла битва с литвинами, из которых многие были убиты и взяты в плен, а короли вместе со многими другими обращены в бегство. Из христиан же были убиты: господин маршал, звавшийся Шиндекопф, который совершил множество подвигов, комтур Бранденбурга фон Хатцигенштейн, комтур Редена Печольд фон Корвитц, Салентин фон Изенбург и многие другие братья ордена, но мало христиан».

## Результаты битвы
В ходе битвы войско Великого княжества Литовского потерпело поражение. Потери войска литовцев на поле боя составило от 1000 до 5500 человек, преимущественно русинов. Согласно Т. Нарбуту, литовцы хоть и не победили в битве, но извлекли значительную пользу. Орден также понёс серьёзные потери: в частности, были убиты маршал Хеннинг Шиндекопф, бранденбургский и замковый комтуры, реденский комтур, 20 братьев, 3 иноземных рыцаря, всего погибло около 300 человек. Кроме того, был захвачен орденский обоз.